# L'Abdication de Charles Quint en faveur de son fils Philippe II à Bruxelles le 25 octobre 1555
L'Abdication de Charles Quint en faveur de son fils Philippe II à Bruxelles le 25 octobre 1555 est un tableau peint par Louis Gallait en 1841. Il appartient aux musées royaux des beaux-arts de Belgique à Bruxelles et est exposé au musée des beaux-arts de Tournai.

## Contexte
Charles Quint a conclu une trêve avec la France et souhaite profiter de cette période de calme pour abdiquer en faveur de son fils Philippe, et, pour ce faire, il convoque le 25 octobre 1555, les États généraux des Pays Bas en la grande salle Aula Magna de son palais du Coudenberg à Bruxelles.

Le tableau se fonde sur une scène de l’abdication de Charles Quint rapportée par l’historien Famien Strada : 

« Il [Charles Quint] lui posa la main sur la tête [de son fils à genoux devant lui] et demeura quelque temps immobile les larmes aux yeux. »

## Description
La scène se passe dans une salle du palais richement ornée et tapissée. On a installé une estrade d’au moins six niveaux, recouverte de tapis et d’un grand dais aux armes de Bourgogne (riche dosseret). On a dressé trois fauteuils, le premier au centre pour Charles, celui de droite pour Philippe et celui de gauche pour Marie, accompagnés de chaque côté d’un banc : à droite pour les chevaliers de l’ordre de la Toison d'or et à gauche pour les princes les plus importants, puis d’autres bancs plus bas sur l’estrade pour les conseils collatéraux, conseils d’état, privé et de finances.
Charles Quint se tient au centre dans une tenue dorée, il vient de finir son discours, et il a manqué de force quelque temps avant cette scène. Malade et affaibli, il se tient à l’épaule du prince d’Orange, Guillaume de Nassau. Son fils Philippe, dans son costume noir espagnol, s’est jeté aux pieds de son père pour lui baiser la main, celui-ci lui pose la main sur la tête, les larmes aux yeux.
Sont aussi présents en haut de l’estrade : Christine de Danemark, tout à gauche dans une robe cramoisie, Marie d'Autriche se tient les mains et Éléonore un peu plus à droite tient le fauteuil de sa sœur Marie. À la droite de Guillaume se trouve Maximilien puis Emmanuel de Savoie. Au centre, derrière le fauteuil de Charles se tient son confesseur avec son chapelet.
À gauche, au premier plan devant Marie se trouve en robe noire Philibert de Bruxelles. À genoux, portant la couronne et le sceptre, le chancelier de l’ordre de la Toison d'or, avec à ses côtés Perrenot de Granvelle, évêque d’Arras, en habit d’évêque rouge et blanc, dont la queue de la robe est portée par un page. Entre Granvelle et le chancelier, apparaît le comte d’Egmond, et à droite tendant la tête Philippe de Montmorency.
L'auteur a dû prendre la liberté de peindre Marie de Hongrie en blanc, alors que, depuis la mort de Louis II, elle ne porte que du noir en signe de deuil.

## Historique
Le tableau est une commande du gouvernement belge à l'auteur. En 1841, ce tableau vaut à l'artiste plusieurs distinctions honorifiques et lui apporte une notoriété européenne. Il est présenté à Paris au Salon de peinture et de sculpture de 1841 avant de prendre le chemin de la Belgique, où il est, pour la première fois dans ce pays, exposé symboliquement en public à Gand avant d'être envoyé à Bruxelles. Il fera ensuite le tour des capitales européennes avant d’arriver, en 1848, au Musée des Beaux-Arts de Tournai.

## Commentaires
En 2014, une copie en réduction est prêtée au musée des beaux-arts de Lyon dans le cadre de l'exposition L'invention du Passé. Histoires de cœur et d'épée 1802-1850.

## Galerie

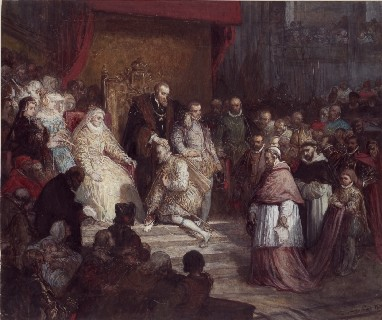
Étude préparatoire.
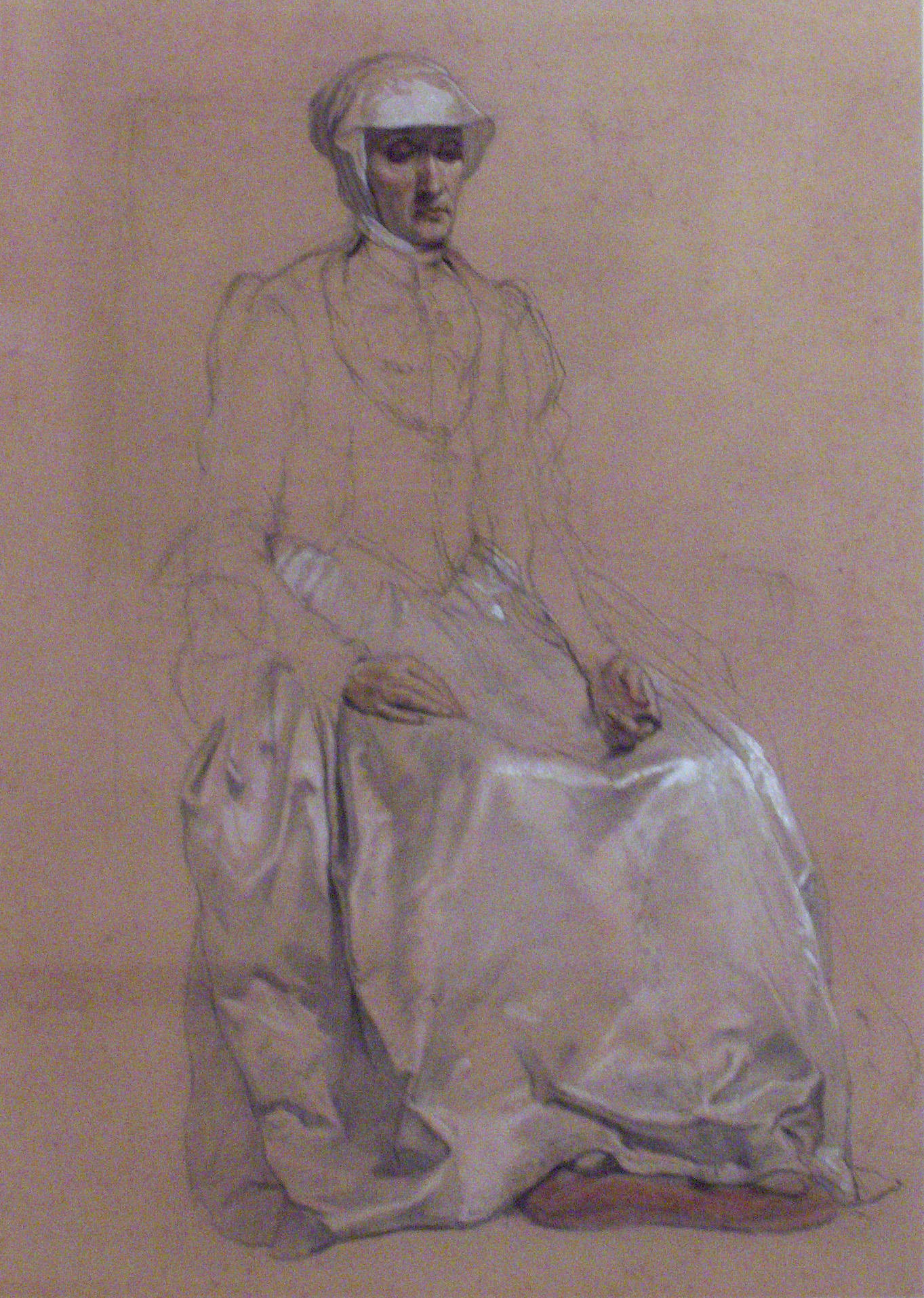
Dessin préparatoire de Marie de Hongrie.
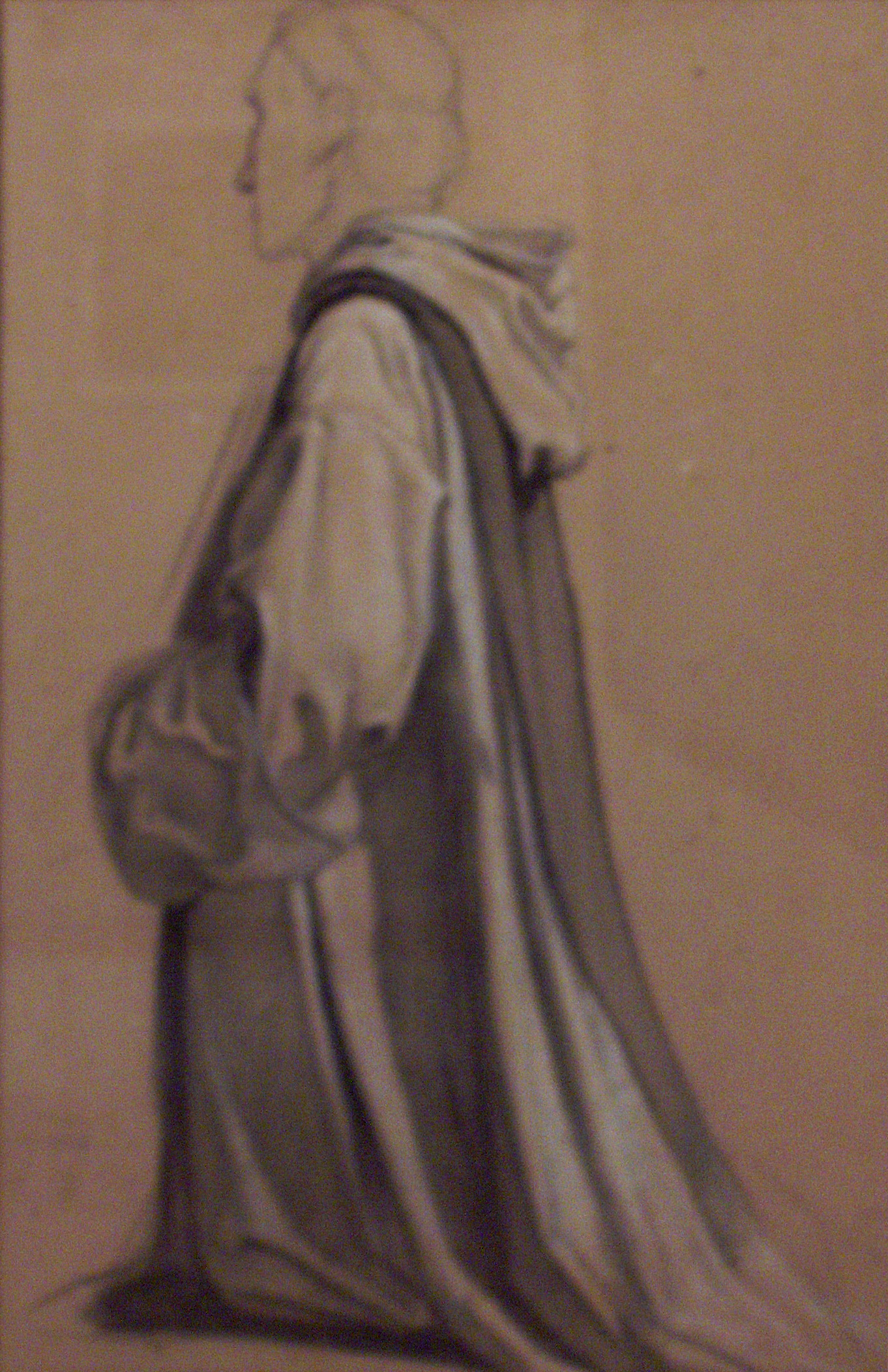
Dessin préparatoire d'un moine.
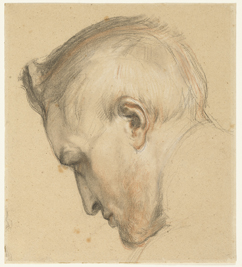
Dessin préparatoire de Philippe.